# Juan Guillermo Restrepo
Juan Guillermo Restrepo Jaramillo (Medellín, 20 de octubre de 1912-Ibídem, 11 de abril de 1986) fue un político colombiano.
Ocupó varios cargos públicos en su país, como Alcalde de Medellín entre 1947-1948 y, en el gobierno de Mariano Ospina Pérez fue Ministro de Comercio e Industria en 1959, Ministro de Agricultura y Ganadería en 1950 y Ministro Encargado de Hacienda y Crédito Público en 1950; y durante el gobierno militar de Gustavo Rojas Pinilla fue Ministro de Agricultura entre 1954-1956 y Ministro Encargado de Gobierno en 1955. En el campo privado fue Presidente Ejecutivo de Avianca y de Uniban.

## Familia
Era el hijo menor de Nicanor Restrepo Restrepo y Margarita Jaramillo Villa. Era sobrino del presidente de Colombia para el mandato 1910-1914, Carlos Eugenio Restrepo.

### Matrimonio y descendencia
El 8 de septiembre de 1940, contrajo matrimonio con Elve Santamaría Álvarez, hija de Peter Santamaría Herrán y Matilde Álvarez Gallo. Tuvo catorce hijos: Nicanor, Juan Esteban I (fallecido de niño), Juan Esteban II, Luz Elvira, Guillermo, Carlos E., Matilde, Ana María, Margarita Inés, Claudia, Gabriel María, Cristina Eugenia, María Mercedes y Pablo Ignacio.